# Хидратација (солватација)
Хидратација (од грчког hydor - вода) - нагомилавање молекула воде око растворка. Хидратација је специјални случај солватације. 